# Schlumberger
Schlumberger Limited è la più grande società per servizi petroliferi al mondo.

## Storia
Schlumberger fu fondata nel 1926 dai fratelli francesi Conrad e Marcel Schlumberger sotto il nome di Société de prospection électrique.
Impiega oltre 115 000 persone di oltre 140 nazionalità che lavorano in oltre 85 paesi. Gli uffici principali sono a Houston, a Parigi e all'Aia.